# Пальчатокоренник иберийский
Пальчатокоренник иберийский (лат. Dactylorhiza iberica) — вид травянистых растений из рода Пальчатокоренник семейства Орхидные.

## Синонимы
- Orchis iberica M.Bieb. ex Willd., 1805 basionym
- Dactylorchis iberica (M.Bieb. ex Willd.) Verm., 1947
- Orchis angustifolia M.Bieb., 1808
- Gymnadenia angustifolia (M.Bieb.) Spreng., 1826
- Orchis leptophylla K.Koch, 1849
- Orchis leptophylla var. laxa K.Koch, 1849
- Orchis leptophylla var. longifolia K.Koch, 1849
- Orchis iberica f. fraasii Rchb.f. in H.G.L.Reichenbach, 1851
- Orchis iberica f. longifolia (K.Koch) Rchb.f. in H.G.L.Reichenbach, 1851
- Orchis iberica f. stevenii Rchb.f. in H.G.L.Reichenbach, 1851
- Orchis natolica Fisch. & C.A.Mey., 1854
- Orchis iberica f. leptophylla E.G.Camus, 1908

## Описание
Растение 20—55 см высоты с веретновидными, на конце раздвоенными клубнями, с короткими ползучими побегами.
Dactylorhiza iberica значительно отличается от других видов рода по строению и характеру морфогенеза подземных органов. Растение образует побеги двух типов: ортотропные и плагиотропные. Продолжительность жизни побегов первого типа составляет околотрёх лет, включая двухлетний период формирования тубероида. У побегов второго типа видимый рост длится полтора года, а затем из апикальной части столона формируется стеблекорневой тубероид. Побеги обоих типов интенсивно ветвятся с образованием 2—3 боковых побегов, представленных как столонами, так и стеблекорневыми тубероидами.
Листья узкие, линейно-ланцетные, сосредоточены при основании стебля.
Соцветие — длинный рыхлый колос из крупных розовых цветков. Прицветники ланцетные, острые, в нижней части соцветия равные по длине цветкам. Все листочки наружного круга околоцветника сближены, образуя шлем, узкояйцевидные, острые, 7—9 мм длины, листочки внутреннего круга мельче, линейно-ланцетные. 
 Губа с темно-пурпурными пятнышками, 8—11 мм длины, обратнояйцевидная, коротко трехлопастная, к основанию суженная, средняя лопасть её почти линейная, острая, шпорец 5—6 мм длины, короче завязи, тупой, согнутый. Завязь сидячая, скрученная. Цветёт в июне-июле. Численность вида невелика.

## Распространение
Встречается на сырых горных лугах и болотистых понижениях в долинах рек Крыма, на Кавказе (Предкавказье, Восточное и Южное Закавказье), в Средиземноморье, Малой Азии, Иране. Впервые этот вид был найден и описан в XVIII веке известным исследователем флоры Крыма и Кавказа Фридрихом Маршалом фон Биберштейном на востоке Грузии (в Иберии), отсюда и название вида.